# 广德山
广德山（韓語：광덕산）是一座位于大韩民国京畿道抱川市和江原道华川郡及铁原郡之间的山峰，主峰標高海拔1046公尺。它是太白山脉的分支光州山脉中的一座山。